# 法華鐘
法華鐘
高4.5 公尺，直徑2 公尺64，重25 噸，最厚處有29.6公分，為仿唐造型，法華鐘的鐘體內外鑄刻有70152 個字，包含整部《妙法蓮華經》及﹙大悲咒﹚、採用故宮藏本元僧元浩手抄《法華經》，今之書法家杜忠誥寫經題，畫家鄧承恩之寶塔雙佛雙佛並座圖，為世界級和歷史性的一項佛門重寶，安置於台灣新北市法鼓山世界佛教園區的法華公園內。法華公園，是以法華鐘鐘樓為主體的一座露天公園。此法華鐘雖不是當前全世界最大的梵鐘，卻是全球第一座在鐘體上刻有整部《法華經》的青銅梵鐘。
法華鐘的尺寸和重量： 
- 高度: 4.5 公尺
- 直徑: 2 公尺64
- 重量: 25 噸

銘文內容： 
- 《妙法蓮華經》全文(69636 字)
- 〈大悲咒〉 (424 字)
- 《妙法蓮華經》經題(由書法家杜忠誥題字)
- 原始字體書寫者名(元僧元浩)
- 多寶塔雙佛並坐圖畫家(鄧承恩)
- 落成年份和師父及信眾的銘文

法華鐘的鑄造不僅是尺寸和重量的考量，更重要的是其蘊含的佛教經典和文化意涵，以及對法鼓山和聖嚴法師的紀念。 
為什麼鑄造法華鐘？
主要原因是法鼓山為觀音道場，以學習觀音法門為主，在諸多觀音法門之中，以《法華經》第二十五品的〈觀世音菩薩普門品〉，又稱《觀音經》，影響力最深遠也最為普遍；此經在亞洲地區向來擁有廣大的信仰者，包括台灣、中國、韓國、日本、越南等盛行範圍。

法華鐘樓: https://fagushan.ddm.org.tw/xmdoc/cont?xsmsid=0K359565063711046420&sid=0L010699535857418078
1. ↑  . 法鼓山全球資訊網.